# حمیرا ثاقب
حمیرا ثاقب (زاده ۱۹۸۰) روزنامه‌نگار افغان و فعال حقوق بشر زنان است. او یکی از فعالان برجسته ای است که از طریق نوشته‌های خود در مجله نگاه زنان (چشم‌اندازی از زنان) و در خبرگزاری زنان افغانستان به اشکال شدید آزار و اذیت علیه زنان در کشور اسلامی خود اعتراض کرده‌است. او می‌گوید که پارلمان باید قوانینی را برای "رفع خشونت علیه زنان وضع و آن را با قوت اجرا کند. به به به آموزش، همچنین کلید تغییر ذهنیت در مورد نقش زنان در جامعه است. او اکنون تلاش خود را برای پیشبرد حقوق زنان با کار در خبرگزاری زنان به عنوان نویسنده و ویراستار دنبال می‌کند.

## زندگی‌نامه
ثاقب در سال ۱۹۸۰ در افغانستان متولد شد. طبق روال رایج در کشور، والدینش او را در دوران نوجوانی وادار ازدواج کردند. او از این ازدواج راضی بود و در حالی که هنوز در ۲۰ سالگی بود سه دختر داشت. وی همزمان تحصیلات دانشگاهی خود را به پایان رساند و از دانشگاه کابل مدرک روانشناسی دریافت کرد، زیرا شوهرش از او حمایت می‌کرد. او از این نظر خود را خوشبخت می انست زیرا در کشورش، جامعه ای بسیار مردسالار، فقط پسران ترجیح می‌دادند در مدارس خصوصی یا دولتی تحصیل کنند در حالی که دختران بیشتر نادیده گرفته می‌شدند.
ثاقب انتشار مجله نگاه زن (چشم‌اندازی از زنان) را در ماه مه ۲۰۱۰ در کابل با هدف آموزش زنان در کشورش در مورد حقوق آنها آغاز کرد و "به زنان گفت که ما ایده‌های فوق العاده ای داریم و توانایی ایجاد آنها را داریم. ایده‌ها یک واقعیت هستند. " او دو شماره مجله (حدود ۳۰۰۰ نسخه) منتشر کرد و آن را به صورت رایگان در اختیار افرادی که دارای اهمیت بودند، در میان اقلیت کوچک زنان تحصیل کرده (طبق تخمین سازمان ملل متحد تنها حدود ۲۰ درصد باسواد)، و در دانشگاه‌ها و دفاتر دولتی که از مشکلات زنان در کشور مطلع بودند. تنها دو شماره در بازه ۵ ماهه منتشر شد. او در چاپ اول مجله از شورای مذهبی در ولایت بغلان شمالی انتقاد کرد.
او با دستور شورای علما ، «فتواهای زن ستیز»، مبنی بر محدود کردن حقوق زنان با بیان اینکه زنان تنها با اجازه شوهر باید از خانه خارج شوند، مخالفت کرده بود. وی در یک نسخه در قسمت‌های کوتاهی دربارهٔ زمانی که زنان در دهه ۱۹۲۰ از آزادی برخوردار بودند، وقتی ملکه ثریا خود را بدون حجاب در انظار عمومی نشان داد، نوشت.
در یکی از پشت جلد مجله، او تصویری از دستان یک زن را نشان داده بود که یک کف آن نوشته «مرد» و دیگری را «زن» نشان می‌داد. انتشارات مجله او «رادیکال» تلقی می‌شد و منجر به اقدام تجاوزکارانه مردانی شد که با چنین نشریه ای از سوی یک زن مخالفت کردند. او بارها مورد تهدید تلفنی قرار گرفت و دختر ۱۰ ساله اش مورد بدرفتاری قرار گرفت. حتی تلاش برای ربودن او وجود داشت. شکایات وی به پلیس و اداره هیچ گونه پاسخ حمایتی دریافت نکرد. متجاوزان حتی به او گفتند «این مجله را متوقف کنید وگرنه ما شما را متوقف می‌کنیم … با فرزندان خود در خانه بمانید، اداره مجله برای یک زن مناسب نیست». در نتیجه، با ترس از جان خود ، در سال ۲۰۱۱، به مدت یک سال به تاجیکستان رفت، جایی که زندگی در آن امن بود.
در سال ۲۰۱۳، ثاقب به کابل بازگشت تا همچنان به تظاهرات خود ادامه دهد اما بدون هیچ گونه موضع‌گیری عمومی. او در حال حاضر با هدف دستیابی به برابری و عدالت جنسیتی، خبرگزاری را از کابل اداره می‌کند. جدای از مسائل زنان، تحریک وی همچنین تصویب قانونی است که توسط پارلمان برای از بین بردن خشونت علیه زنان و افزایش مشارکت آنها در دولت و سیاست امکان‌پذیر است. او همچنین اقداماتی را برای جلوگیری از تبعیض علیه همتایان خود دنبال می‌کند. او در کمیته «مشارکت سیاسی زنان افغان» نماینده دارد.